# Les Baux-de-Breteuil
Les Baux-de-Breteuil település Franciaországban, Eure megyében. Lakosainak száma 686 fő (2022. január 1.). Les Baux-de-Breteuil Ambenay, Bémécourt, Bois-Arnault, Chéronvilliers, Le Fidelaire, Neaufles-Auvergny, La Vieille-Lyre, Breteuil és Le Lesme községekkel határos.

## Népesség
A település népességének változása:
| Lakosok száma | 529  | 564  | 561  | 607  | 670  | 662  | 664  | 676  | 677  | 686  |
|               | 1968 | 1982 | 1990 | 2006 | 2013 | 2015 | 2017 | 2019 | 2020 | 2022 |